# Iksu Kampsport
Iksu Kampsport är en sektion under Idrottsklubben studenterna i Umeå (Iksu). De håller till på Iksu sport som ligger på universitetsområdet och är Nordens största träningsanläggning. Träningen som bedrivs är inriktad på idrotterna Sport Ju-jutsu, Brasiliansk jiu-jitsu, Judo och Submission wrestling.

## Historia
Grundades 2002 av Christer Öqvist.